# الشرطة السرية لمملكة إيطاليا
(OVRA الإيطالية ل"منظمة اليقظة وقمع العناصر المضادة للفاشية ") الشرطة السرية لمملكة إيطاليا، التي تأسست في عام 1927 في ظل نظام الفاشي الديكتاتور بينيتو موسوليني  وفي عهد الملك فيكتور عمانويل الثالث. كان OVRA النظير الإيطالي لغيستابو الألمانية. تم تكليف شرطة موسوليني السرية بوقف أي نشاط أو مشاعر معادية للفاشية. تسلل ما يقرب من 50000 من عملاء OVRA في معظم جوانب الحياة في إيطاليا.  ترأس OVRA ارتورو بوتشيني.

## خلال الحرب العالمية الثانية
خلال الحرب العالمية الثانية، استخدم موسوليني OVRA للسيطرة على مجموعات المقاومة في البلقان ( جيش التحرير الوطني في تيتو بشكل خاص) قبل هدنة عام 1943 والانسحاب. في عام 1943 ، مع غزو الحلفاء لإيطاليا، بدأت OVRA في تجنيد عملاء مزدوجين للتسلل إلى الشركات المملوكة للدولة البريطانية، لكن هذه الجهود فشلت في إيقاف طرد موسوليني. مع تأسيس الجمهورية الاجتماعية الإيطالية في شمال إيطاليا، توافد العديد من عملاء OVRA على هذه الولاية بقيادة موسوليني، قاتلوا حتى أُعدم موسوليني من قبل الثوار الإيطاليين في 28 أبريل 1945. كان عملاء OVRA أهدافًا مفضلة للحزبيين الشيوعيين، حيث كانوا رمزًا للحكومة الفاشية.